# Musica sacra (Zeitschrift)
Die Zeitschrift Musica sacra (lateinisch für ‚heilige Musik‘, im Sinne von ‚geistlicher Musik‘) ist die Verbandszeitschrift des Allgemeinen Cäcilien-Verbandes für Deutschland (ACV) und zugleich die älteste noch publizierte Fachzeitschrift für katholische Kirchenmusik und Liturgie Deutschlands. Sie informiert in ökumenischer Perspektive zugleich über die Kirchenmusik anderer Konfessionen. Musica sacra berichtet über verbandsinterne Veranstaltungen und vermittelt Nachrichten und Informationen aus anderen überregionalen Verbänden wie dem Bundesverband katholischer Kirchenmusiker Deutschlands und den Pueri Cantores. Derzeit wird Musica sacra vom Bärenreiter-Verlag Kassel verlegt und erscheint mit einer Auflage von 3500 Exemplaren sechsmal im Jahr.
Weitere Fachzeitschriften in diesem Segment sind die ökumenisch ausgerichtete Publikation Musik und Kirche und das evangelische Forum Kirchenmusik.

## Geschichte
Die Zeitschrift wurde 1868 erstmals als Musica sacra – Monatsschrift für Kirchenmusik und Liturgie von Franz Xaver Witt herausgegeben. Sie bildete zunächst eine Ergänzung zu den 1866 erschienenen Fliegenden Blättern für katholische Kirchenmusik, herausgegeben für Deutschlands Volksschullehrer, sowie für Chorregenten, Organisten und Freunde der Musik und Mitwirkung mehrerer Musiker, die ebenfalls der weiteren Verbreitung der Ziele des Allgemeinen Cäcilienverbandes dienten. Während die Fliegenden Blätter ein offizielles Cäcilien-Vereins-Organ (CVO) waren, verband Witt mit Musica sacra "Beiträge zur Reform und Förderung der katholischen Kirchenmusik".
Bei der 23. Generalversammlung des ACV am 2. Oktober 1928 in Köln wurde für den Jahrgang 1929 eine Fusion des Cäcilienvereins-Organs (CVO, Jg. 60) und der Musica sacra (Jg. 59) zur Zeitschrift Cäcilien-Vereins-Organ Musica sacra, Monatsschrift für Kirchenmusik und Liturgie beschlossen. Mit Ablauf des Jahres 1937 stellte das CVO Musica sacra sein Erscheinen auf Grund der zunehmend schwierigeren politischen Verhältnisse ein.
Eine neue Zeitschrift Die Kirchenmusik sah sich unter ihrem Schriftführer Johannes Mölders in sechs Jahrgängen (1938 bis 1943) als Nachfolgerin des CVO Musica sacra verpflichtet. 1949 erschien unter dem Titel CVO – Zeitschrift für Kirchenmusik bis 1955 ein weiteres Nachfolgeorgan, das nun die Jahrgangszählung des ehemaligen CVO übernahm und mit dem 69. Jahrgang begann.
Im Rahmen der Zentenarfeier des ACV 1968 in Regensburg wurde die Musica sacra in ihrem 88. Jahrgang eine Zweimonatsschrift. Während der Schriftleitung von Stefan Klöckner (1999–2005) und mit Zustimmung des ACV-Vorstandes bekam die Musica sacra ein neues Gesicht und größeres Format. Unter seinem Nachfolger Marius Schwemmer wurde der Zeitschriftentitel zu Musica sacra – Die Zeitschrift für katholische Kirchenmusik präzisiert und ab dem 130. Jahrgang Umschlag und Innenteil auf farbig umgestellt.
Das bis Heft 6/2015 amtierende Redaktionsteam hat den von Stefan Klöckner gemeinsam mit dem ACV-Präsidium eingeschlagenen Weg, mit der Musica sacra moderneren Ansprüchen und Anforderungen der heutigen Zeit in Layout und Inhalt Rechnung zu tragen, fortgesetzt. Dies zeigt sich u. a. in einer verstärkten Ausrichtung der Zeitschrift auf die kirchenmusikalische Praxis. So wurden neue Reihen wie „Aufs Pult gelegt“, „Canticum novum“ initiiert und Notenbeigaben für die Praxis in die Heftmitte eingebunden, die damit seit dem 126. Jahrgang erstmals wieder erscheinen. Einzelne Reihen wie „Rätselstück“, die Jahresreihe des 127. Jahrgangs mit „Sieben Fragen zur Kirchenmusik“ an die Katholischen Bischöfe (mit dem Titel Erde singe! Spiegel der Katholischen Kirchenmusik in Deutschland; Carus-Verlag Stuttgart) wurden abschließend als Buchpublikation zusammengefasst. Der Internetauftritt der Zeitschrift wurde überarbeitet und mit einem Zusatzangebot, dem Downloadbereich, erweitert. Heft 5/2008 erschien als Sonderheft mit den zentralen Texten von Papst Benedikt XVI. zur Kirchenmusik.
Neben Online-Zusatztexten zu den einzelnen Ausgaben umfasst das Spektrum von Musica sacra Fachartikel zu aktuellen Schwerpunktthemen, Berichte aus dem kirchenmusikalischen Leben, Informationen und aktuelle Nachrichten, Tipps für die Praxis, CD-, DVD-, Noten- und Buchrezensionen, einen Veranstaltungskalender, Komponistenportraits, Vorstellung neuer Orgeln, Stellenanzeigen und Notenbeigaben. Seit 2012 sind über die Musica sacra-Internetseite auch alle bisher erschienenen Artikel aus Musica sacra, CVO / Fliegende Blätter für katholische Kirchenmusik und dem Kirchenmusikalischen Jahrbuch / Cäcilien Kalender erhältlich. Seit dem 1. Januar 2016 ist der als Kirchenmusiker in Karlsruhe tätige Dominik Axtmann neuer Schriftleiter.